# Myrina nuba
Myrina nuba är en fjärilsart som beskrevs av Talbot 1935. Myrina nuba ingår i släktet Myrina och familjen juvelvingar. Inga underarter finns listade i Catalogue of Life.